# Crisi dels refugiats a Indoxina
La crisi dels refugiats a Indoxina va consistir en la gran afluència de persones de les anteriors colònies franceses d'Indoxina, comprenent els països del Vietnam, Cambodja, i Laos, després que s'hi establissin governs comunistes el 1975. En els 25 anys següents i d'una població total indoxinesa de 56 milions d'habitants, més de 3 milions de persones es van sotmetre a un viatge molt perillós per tal d'esdevenir refugiats a altres països del Sud-est asiàtic o xinès. Centenars de milers de persones van morir en el seu intent de fugida. Més de 2.5 milions d'indoxinesos van ésser reassentats, majoritàriament a Nord Amèrica, Austràlia i Europa. 500.000 van ser repatriats, tant de forma voluntària com involuntària.

Un mapa de la Indoxina francesa. Vietnam del Nord i del Sud van ser dividits al nord de la ciutat de Hue i van tenir diferents governs des de 1954 fins 1976, quan el país va ser oficialment re-unit.

Els refugiats indoxinesos consistien en gent de diferents orígens, incloent-hi els Vietnamese boat people (que treballaven als vaixells), els Sino-Vietnamesos Hoa, els cambodjans que fugien del Khmer Rouge i la fam, habitants ètnics de Laos, Iu Mien, Hmong, i altres ètnies muntanyoses de Laos, i els Montagnard, habitants de la zona de muntanya del Vietnam. Van fugir cap a països propers, cercant asil temporal i demanant sobretot un reassentament permanent a tercers països. L'afluència de refugiats i la crisi humanitària va ser especialment aguda el 1979 i el 1980.
Reverberacions de la crisi de refugiats indoxinesa van continuar durant el segle xxi. Les darreres boat people (persones dels vaixells) van estar repatriades des de Malàisia el 2005 i Tailàndia va deportar el 2009 4.000 refugiats Hmong.

## Caiguda de Saigon—1975

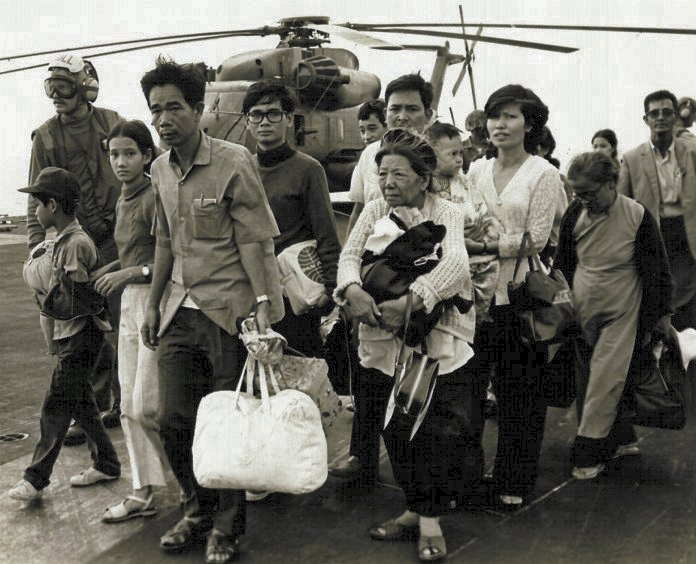
Els refugiats vietnamites del sud arriben en un vaixell de l'Armada dels EUA durant lOperació Freqüent Wind.

A la primavera de 1975, els exèrcits de Vietnam Del nord i el Viet Cong van avançar ràpidament cap al sud, i a principis d'abril, la derrota i l'ocupació del Vietnam Del sud pel nord era gairebé segura. Durant la Guerra del Vietnam, gairebé un milió de vietnamites havien estat empleats pel govern dels EUA o eren membres familiars d'empleats anteriors i es van considerar en perill de persecució o execució pel conquerint Vietnam del Nord. Tement que els rumors d'evacuació causarien pànic en la població vietnamita del Sud, la planificació extensa va començar el 18 d'abril de 1975, quan el President dels EUA Gerald Ford va crear un inter-agència de força liderada per Julia Taft per "coordinar...l'evacuació de ciutadans dels EUA, ciutadans vietnamites, i nacionals de tercers països del Vietnam." Per aquell temps les forces militars del Vietnam del Nord eren gairebé als afores de Saigon i la població de la ciutat va expandir-se per centenars dels milers de persones que havien estat desplaçades per àrees que ja estaven dominades per exèrcits comunistes.
L'evacuació a gran escala dels vietnamites pel transport aeri Americà va començar el 23 d'abril des de l'aeroport Tan Son Nhut a Saigon. Els missils del Vietnam del Nord van ser llançats a Tan Son Nhut el 29 d'abril, matant dos soldats de l'Armada americana, i l'aeroport va ser tancat després dels atacs aquell dia. Milers de vietnamites i americans es trobaven tancats a l'Ambaixada americana i en els carrers que l'envoltaven, esperant una evacuació. Tota aquella tarda i nit, els helicòpters militars van aterrar al terrat de l'Ambaixada i es van endur les persones evacuades a l'Armada dels EUA, que consistia en diversos vaixells. Desenes de milers de vietnamites van evacuar-se a ells mateixos, principalment agafant els vaixells cap al mar i demanant ser presos per l'Armada. D'hora el matí del 30 d'abril, els últims americans, 11 grumets, van ser evacuats per helicòpter des del terrat de l'Ambaixada. L'esperança de molts vietnamites i nacionals de tercers països va quedar estruncada.
El nombre total de vietnamites evacuats era 138,000. La majoria d'ells van ser agafats per vaixells d'armada a Guam per entrar als Estats Units i d'allà van ser anar cap a una de les quatre bases militars: Fort Chaffee a Arkansas, Campament Pendleton a Califòrnia, Fort Indiantown Gap a Pennsilvània, i Eglin Air Force Base a Florida. 130,000 Vietnamites van ser reassentats a cada estat dels EUA en els següents mesos. Uns quants milers de refugiats van ser reassentats a altres països, especialment Canadà, o d'altres van escollir tornar al Vietnam.
Uns quants mesos després de la caiguda de Saigon, els oficials americans es van adonar que més refugiats estaven travessant fronteres per fugir Vietnam. Els Estats Units van establir una oficina de refugiats a Bangkok, Tailàndia dirigida per Lionel Rosenblatt, amb el propòsit de processar els refugiats addicionals que volguessin entrar als Estats Units.

## Refugiats Hmong
Els Hmong i altres pobles de zones muntanyoses de Laos eren aliats dels EUA a la guerra del Vietnam, desenvolupant durant més d'una dècada l'exèrcit Pathet Lao i el del Vietnam del Nord. Cap al maig de 1975, tot i això, els exèrcits comunistes van anar avançant en els últims baluarts Hmong a Long Tieng. Tement que els comunistes duguessin a terme l'amenaça d'exterminar els Hmong, l'agent de la CIA Jerry Daniels va organitzar l'evacuació dels associats propers i els oficials militars Hmong, incloent-hi el General Vang Pao, comandant Hmong. Utilitzant aviació i pilots civils, uns 2,000 Hmong van ser evacuats per l'aire a Tailàndia, entre el 10 i el 14 de maig de 1975.
Molts Hmong van seguir els seus líders cap a Tailàndia, viatjant a peu a través de muntanyes elevades, evitant soldats i creuant el riu Mekong - cosa que no estava prevista. Milers van morir pel difícil trajecte. Uns 40,000 Hmong van anar cap a Tailàndia el 1975 i en els anys següents el nombre va anar augmentant. Molts Hmong i altres habitants de les muntanyes van ser allotjats al Ban Vinai Refugee Camp. Els Estats Units d'Amèrica no van completar inicialment el reassentament de Hmongs, ja que pensaven que serien incapaços d'adaptar-se al modus vivendi dels EUA. Però molts americans que havien treballat amb Hmong van començar a crear lobbies, cosa que va generar un canvi en la política pública. 140,200 Hmong i altres pobles van ser reassentats a diferents part del món entre 1975 i 1997; la majoria dels quals als Estats Units. El reassentament de Hmongs va continuar fins al 2005, després que el 2004, els Estats Units acceptessin 9,201 Hmong que estaven vivint a Wat Tham Krabok a Tailàndia.
Uns quants milers de Hmong van ser reassentats a França i aproximadament 1,000 van ser reassentats a la petita ciutat de Guaiana francesa, on van esdevenir pròspers cultivant verdures pel mercat local.

## Refugiats de terres baixes de Lao
Juntament amb els Hmong i altres pobles d'àrees muntanyoses, un gran nombre de lowland (terres baixes), ètnic Lao, va travessar el riu Mekong cap a Tailàndia. Entre 1975 i 1995, el nombre de refugiats de Laos, incloent-hi els Hmong i els lowland Lao, sumaven un total de 360,000. La major part dels lowland Lao que abandonaven el seu país havien rebut educació i eren urbans; la majoria havien estat empleats del govern dels EUA. Van ser allotjats majoritàriament al camp de refugiats Nong Khai, a l'altre costat del riu de Laos. Entre 1975 i 1997, 183,907 Lao van ser reassentats mundialment.

## Hoa
Els Hoa són xinesos ètnics que viuen al Vietnam, especialment a l'àrea Cholon de Saigon. El 1975, s'estima que entre 1 i 2 milions de Hoa vivien al Vietnam, i eren propietaris i dominaven la majoria del comerç del Sud del Vietnam. Després que s'unissin sota un mateix govern comunista el Vietnam del Nord amb el del Sud el 1976, el nou govern va començar a transformar l'economia del capitalisme al socialisme. Les persones més afectades van ser els Hoa. Els Hoa van ser amenaçats amb ser enviats com a treballadors agrícoles a les Noves Zones Econòmiques (granges de l'Estat) establertes pel Govern; amb 1.5 milioms recol·locats. Els negocis Hoa a Saigon van ser confiscats. En els anys que segueixen la Guerra del Vietnam, els xinesos ètnics van ser purgats del Vietnam. A partir de l'abril de 1978, aproximadament 450,000 Hoa van anar a la Xina per terra, o amb barca cap a Hong Kong durant els anys següents. 265,000 Hoa, sobretot arribats per terra, van ser reassentats a la Xina. Entre 1975 i 1999, 143,700 refugiats vietnamites, majoritàriament Hoa que arribaven a Hong Kong pel mar, van ser recol·locats a altres països. Més de 67,000 van ser repatriats al Vietnam.
Les relacions entre la Xina i el Vietnam es van anar deteriorant, en part a causa de la repressió dels Hoa. Les "Boat People" (persones del vaixell) eren en gran part Hoa. El febrer de 1979, Xina va envair Vietnam i ràpidament va ocupar parts del nord. El govern vietnamita va iniciar una política d'animar els Hoa a deixar el país i cobrant-los un cost de diversos milers de dòlars per a fer-ho. A causa de la gran sortida de persones, la població Hoa es va reduir durant els 1980s.

## Boat people

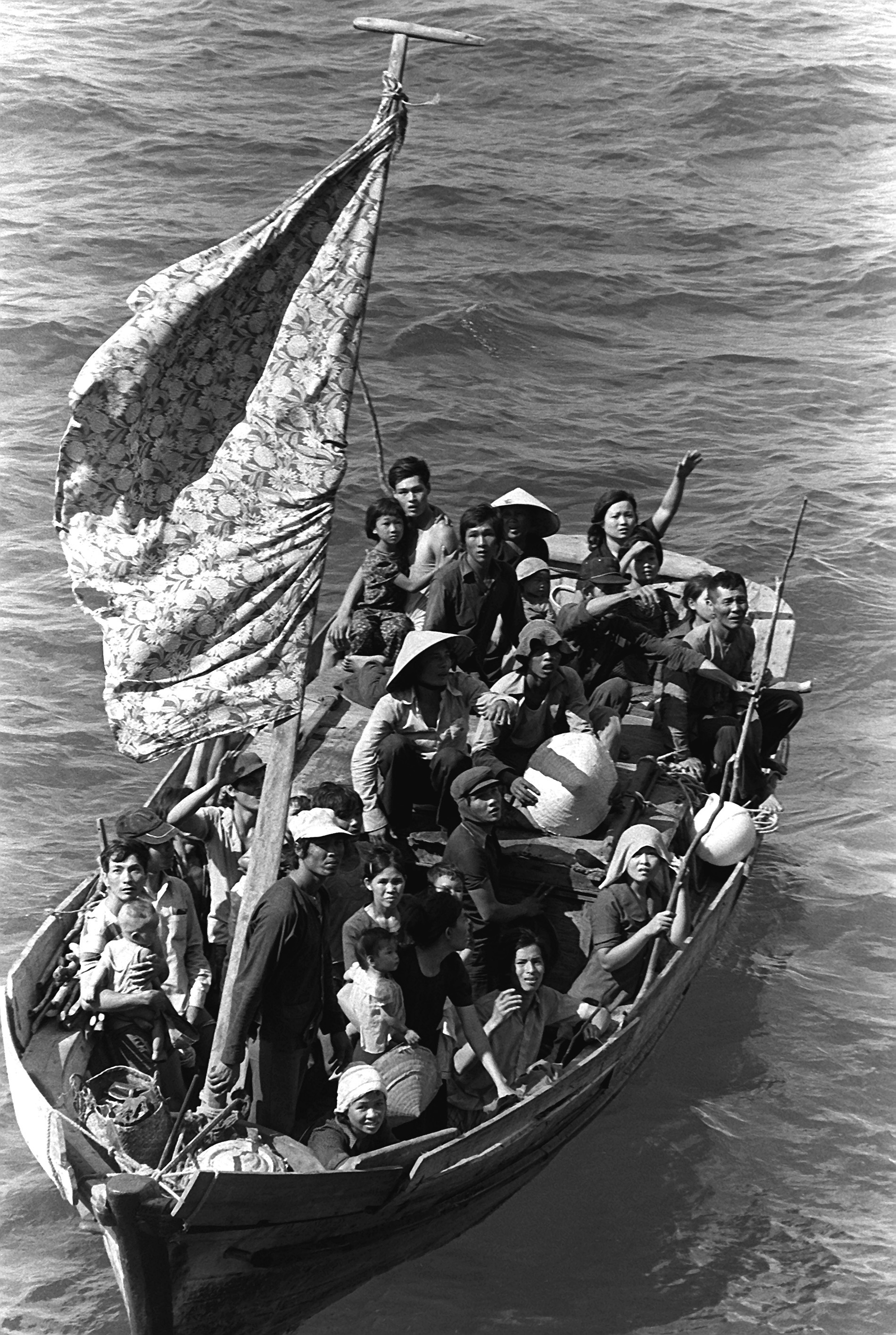
Boat people vietnamita que esperen un rescat.

Després de la presa del poder del Vietnam del Nord l'abril de 1975, un milió o més de persones van ser enviades a camps de "re-educació", sovint durant diversos anys, i el govern va intentar destruir iniciatives privades, especialment els negocis dels Hoa. El setembre de 1978, 1,220 "boat people" van abandonar Vietnam en un vaixell antic i van arribar a Indonèsia. Això va ser el començament d'un flux molt gran de refugiats que arribaven en barca cada mes a Malàisia, Tailàndia, Indonèsia, Hong Kong, i altres països. El número de "boat people" que arribaven cada mes a costes estrangeres va arribar al seu màxim el juny de 1979, amb 56,000 persones.

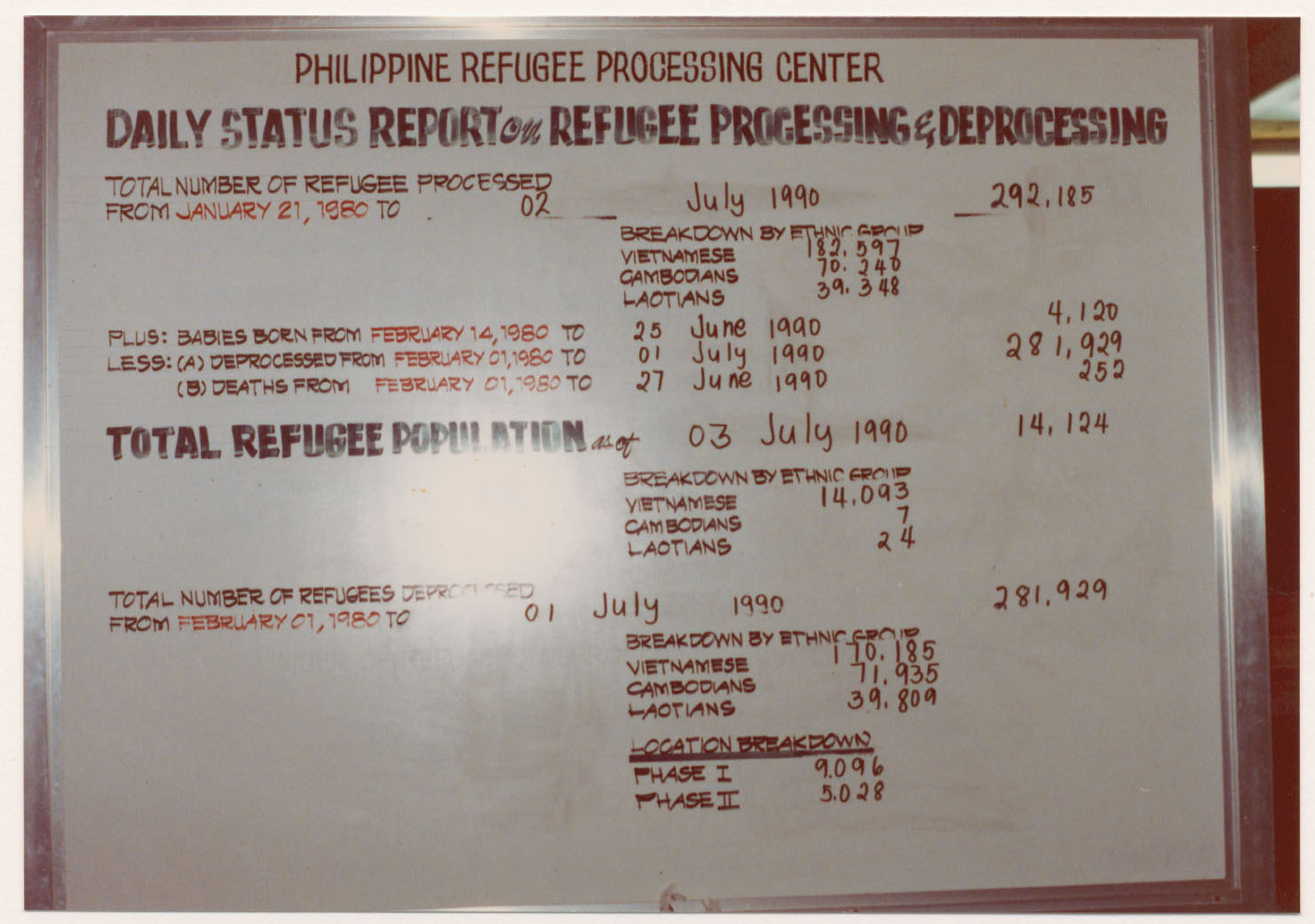
El Centre de Processament dels Refugiats de les Filipines esdevenia la casa provisional de molts refugiats indoxinesos en ruta cap als països de reassentament països el 1980s.

La majoria de les "boat people" van abandonar Vietnam viatjant en barques decrèpites, foradades i abarrotades de persones. Es van trobar amb tempestes, manca d'aigua i menjar, i més important, pirates al Mar de la Xina del Sud i el Golf de Tailàndia. Els bucs mercantils que es trobaven a barques en aquesta condició generalment refusaven agafar els refugiats per por que cap país no els deixés descarregar-los. Els pirates tailandesos i de Malàisia van atacar moltes barques petites, violant i segrestant dones i robant les possessions dels passatgers. Les autoritats dels països on arribaven els refugiats, sovint empesos dels vaixells, es negaven a deixar-los entrar a la seva terra. L'Alt Comissionat de Refugiats de Nacions Unides va estimar que entre 200,000 i 400,000 persones van morir al mar. Altres estimacions van compilar que del 10% a 70% de l'1 -2 milions de "boat people" vietnamita van morir en la ruta.
L'arribada continuada de més i més "boat people" va precipitar una crisi política amb els països del Sud-est asiàtic, que rebutjaven l'entrada a les seves costes als refugiats addicionals llevat que els països europeus i nord-americans els prometessin un reassentament. En una conferència de NU sobre refugiats a Ginebra el juliol de 1979, els països occidentals van acordar acceptar 260,000 refugiats per any, des de 125,000 per reassentament, per facilitar la gestió dels refugiats i contribuir a fons addicionals per a l'assistència als refugiats. Més important va ser que el govern vietnamita va prometre aturar l'allau de refugiats i cooperar a l'Orderly Departure Program (programa per a sortides ordenades), sota el qual els vietnamites podrien aplicar per un reassentament sense abandonar la seva pàtria. El nombre de "boat people" que marxaven del Vietnam va baixar ràpidament cap a nombres més raonables. En tan sols quatre anys, 1979 i 1982, durant l'alçada de la crisi humanitària, vint països Occidentals, dirigits pels Estats Units, el Canadà, Austràlia i França, van acceptar 623,800 refugiats indoxinesos per a reassentar-los, la majoria dels quals eren boat people. El reassentament va continuar fins als anys 1990's. Sota l'Orderly Departure Program i el Comprehensive Plan of Action, més de 600,000 vietnamites addicionals van ser reassentats a l'estranger entre 1980 i 1997.

## Refugiats de la terra vietnamita
Aproximadament 40,000 Vietnamites van anar cap a Tailàndia per terra a través de Cambotja durant els anys 80. La majoria d'ells van ser allotjats en campaments a la frontera tailandesa de manera temporal fins a ser reassentats a l'estranger.

## Cambodjans

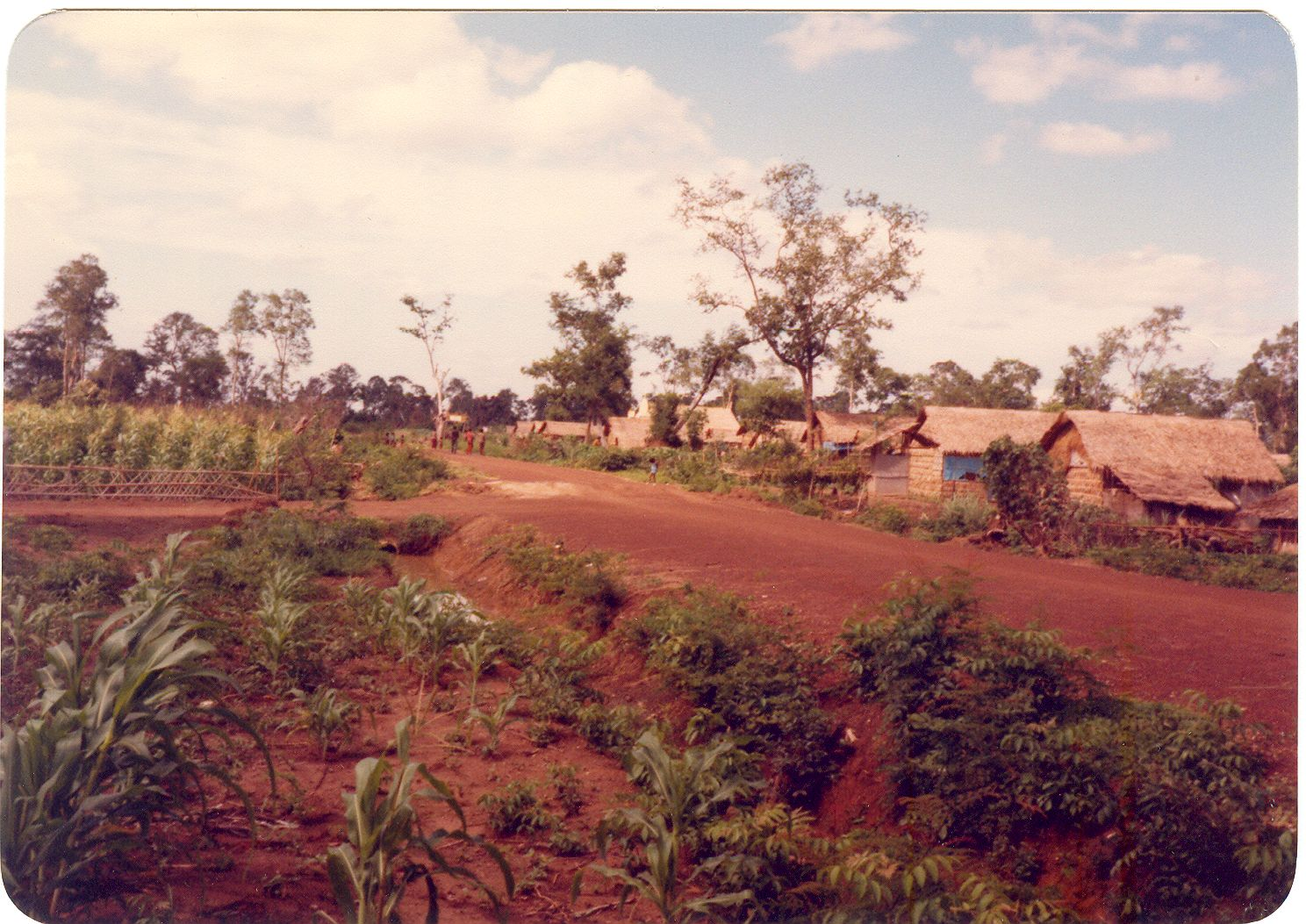
Cases de refugiat al camp Nong Samet el 1984. En els primers temps del campament, els refugiats van viure en les tendes o les cabanes fetes amb qualsevol material disponible.

La conquesta de Cambotja pel Khmer Rouge l'abril de 1975 va causar un flux de més de 300,000 xinesos ètnics, Vietnamites ètnics, i Cambodjans cap al Vietnam malgrat les condicions polítiques inestables que hi havia. Tanmateix, només uns quants milers de Cambodjans van fugir del Khmer Rouge a Tailàndia perquè la frontera estava vigilada i sembrada amb camps de mines.
El 25 de desembre de 1978, Vietnam va envair Cambotja i va enderrocar el govern de Khmer Rouge. El Khmer Rouge i altres grups de resistència van fugir a les muntanyes i les àrees de frontera, però les persones del país devastat—un de tres milions dels quals havien estat assassinats pel Khmer Rouge — patien inanició i centenars van arribar a la frontera de Tailàndia buscant menjar i seguretat.
Els tailandesos rebutjaven reconèixer els Cambodjans com a refugiats però van deixar a alguns allotjar-se en camps a Tailàndia, a Sa Kaeo i Khao-I-Dang. caòtics a la frontera entre Cambotja i Tailàndia. La majoria dels cambdojans eren aturats a la frontera i residien a camps caòtics coberts per la frontera entre Tailàndia i Cambotja. Arribades primerenques a Sa Kaeo, majoritàriament Khmer Rouge i les seves famílies fugint de l'exèrcit vietnamita, estaven en extrema inanició. Cap al final de 1979, uns 750,000 cambodjans estaven a Tailàndia, als camps fronterers, o a prop de la frontera intentant creuar cap a Tailàndia. Els tailandesos van rebutjar molts dels cambodjans que volien creuar, especialment a Preah Vihear Temple, on milers de cambodjans van morir en un camp de mines.
La resposta internacional a la crisi humanitària de Cambodja va ser instal·lar un "pont de terra." L'ajuda internacional i agències d'assistència van començar a distribuir menjar, llavors i eines de granja als cambodjans que arribaven a la frontera i retornaven a l'interior del país per continuar amb l'agricultura. Cap al gener de 1980, 10,000 cambodjans arribaven cada dia a peu, bicicleta o en un carro de bous, i cadascun rebia de 10 a 30 quilograms d'arròs. Cap al gener de 1981, quan el programa va acabar, més de 700,000 cambodjans havien rebut menjar, llavors, i eines de granja i l'amenaça de fam a Cambotja es va reduir.
A Tailàndia i dins els camps a la frontera, tanmateix, hi havia centenars de milers de cambodjans. 260,000 d'ells van ser reassentats a l'estranger durant els 80s i 90s. 390,000 van ser repatriats a Cambotja, majoritàriament de 1991 a 1993, com el resultat d'un acord de pau, el desarmament de faccions oposades, i la retirada de l'exèrcit vietnamita de Cambotja.

## Montagnards
Aproximadament un milió de població highland, anomenats Montagnards, vivien al Vietnam el 1975. Tot i que els Montagnards eren aliats ferms dels Estats Units, especialment els Green Berets, molt pocs d'ells es trobaven el 1975 entre els evacuats de Saigon. La seva guerilla contra els comunistes vietnamites va continuar durant els pròxims 15 anys, i uns quants Montagnards van fugir a través de la frontera cap a àrees remotes i plenes de jungla a Cambtotja, atrapades entre l'hostil Khmer Rouge i els vietnamites. Els Montagnards van ser àmpliament oblidats però el 1986, 212 van escapar cap a Tailàndia i van ser reassentats a Raleigh, a Carolina del Nord. El 1992, l'UNHCR va descobrir un altre grup de 400 vivint a Cambodja. Treballadors humanitaris, la UNHCR, i anteriors Green Berets van assumir la seva causa i, ràpidament, van ser reassentatsa Greensboro, Carolina del Nord. Un total de 9,000 Montagnards va ser finalment reassentat als Estats Units.

## Indoxinesos reassentats i repatriats
La taula següent llista el nombre d'indoxinesos reassentats en els països davanters i el món de 1975 a 1997. Uns quants milers ha estat reassentats a partir de 1997, majoritàriament als Estats Units.
| País          | Vietnamita (incloent Hoa, Montagnard) | Laotians (Incloent Hmong, altre highlanders) | Cambodians                                                                                               | Total resettled | Notes |
| ------------- | ------------------------------------- | -------------------------------------------- | --- | --------------- | ----- |
| Estats Units  | 883,317                               | 251,334                                      | 152,748                                                                                                  | 1,287,399       |       |
| Vietnam       | 320,000                               | 320,000                                      | Inclou 150,000 Cambodians i 170,000 Xinès ètnic i Vietnamita que va fugir el Khmer Coloret dins Cambotja |                 |       |
| Xina          | 263,000                               | 263,000                                      | Gairebé tot Hoa                                                                                          |                 |       |
| Canadà        | 163,415                               | 17,274                                       | 21,489                                                                                                   | 202,178         |       |
| Austràlia     | 157,863                               | 10,239                                       | 17,605                                                                                                   | 185,700         |       |
| França        | 46,348                                | 34,236                                       | 38,598                                                                                                   | 119,182         |       |
| Alemanya      | 28,916                                | 1,706                                        | 998 | 31,620          |       |
| Regne Unit    | 24,267                                | 346                                          | 381 | 24,994          |       |
| Nova Zelanda  | 6,099                                 | 1,350                                        | 5,995 | 13,344          |       |
| Netherlands   | 11,546                                | 33                                           | 523 | 12,102          |       |
| Japó          | 8,231                                 | 1,273                                        | 1,223 | 10,727          |       |
| Noruega       | 10,066                                | 2                                            | 178 | 10,246          |       |
| Malàisia      | 10,000                                | 10,000                                       | Tot Cambodian refugiats resettled dins Malàisia era Musulmanes                                           |                 |       |
| Suïssa        | 7,304                                 | 593                                          | 1,717 | 9,614           |       |
| Suècia        | 9,099                                 | 26                                           | 214 | 9,339           |       |
| Dinamarca     | 7,007                                 | 12                                           | 51 | 7,070           |       |
| Bèlgica       | 5,158                                 | 989                                          | 896 | 7,043           |       |
| Altres països | 10,343                                | 4,694                                        | 8,268 | 25,605          |       |
| TOTAL         | 1,642,179                             | 324,107                                      | 580,884                                                                                                  | 2,547,170       |       |

Font: Robinson, W. Courtland Terms of Refuge United Nations High Commissioner for Refugees, London: Zed Books, 1998 p. 270, 276, Appendix 2; Far Eastern Economic Review, juny 23, 1978, p. 20
Els indoxinesos repatriats, de forma voluntària o involuntària, als seus països d'origen amb l'assistència d'UNHCR van constar un total de 525,000 entre 1975 i 1997. Aquests van incloure 390,000 cambodjans, 127,000 vietnamites i 27,000 laosians. Molts milers més van tornar per acord propi o van quedar-se al seu país de refugi secretament.